# 수페르가 성당

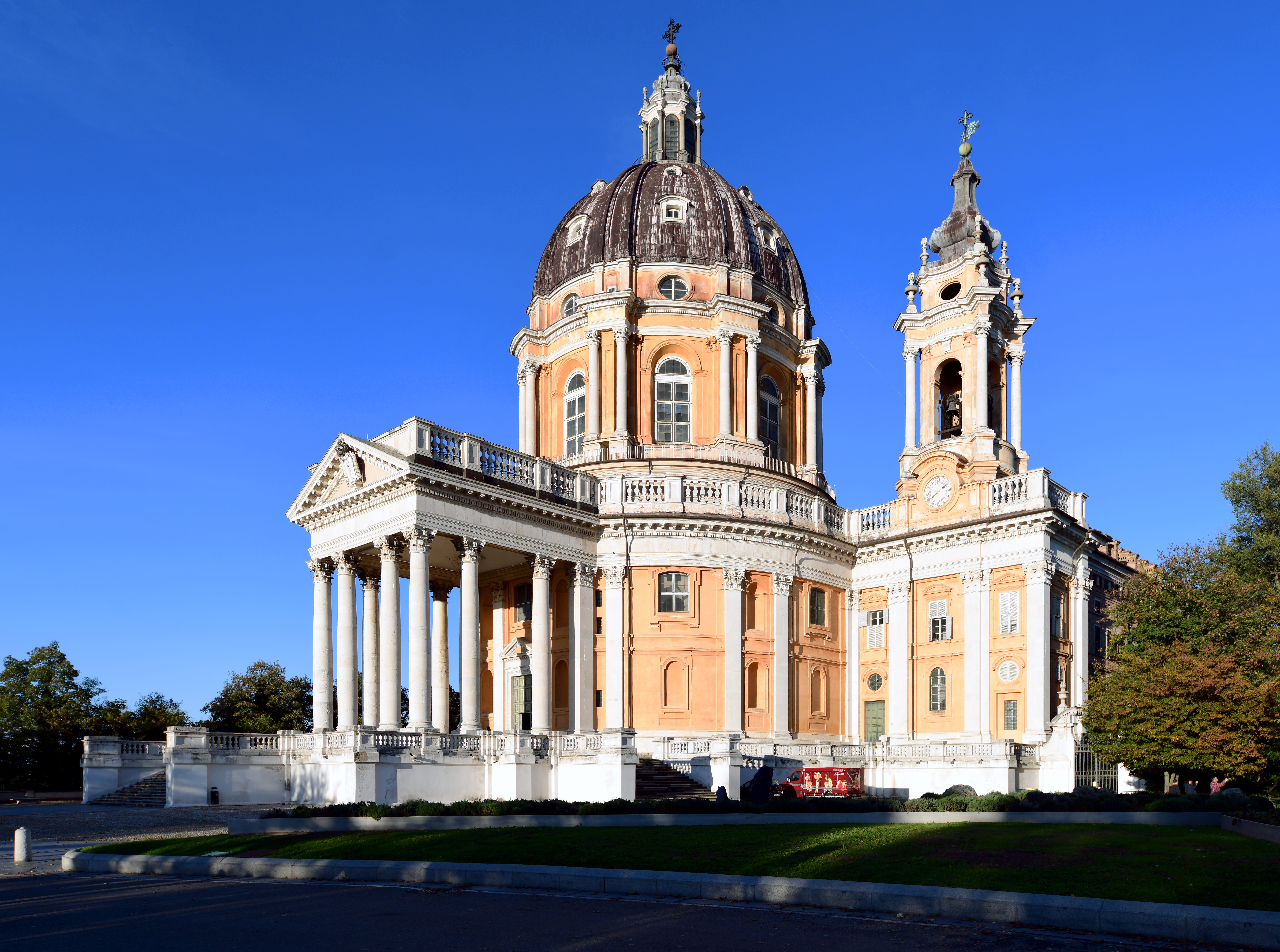
수페르가 성당

수페르가 성당(이탈리아어: Basilica di Superga)은 이탈리아 토리노에 있는 성당이다.